# Jeanee Crane-Mauzy
Jeanee Crane-Mauzy (* 5. Juni 1996) ist eine amerikanisch-vanuatuische Freestyle-Skierin.

## Karriere
Crane-Mauzy gab ihr internationales Debüt bei den US-Meisterschaften im Jahr 2011 in Stratton, Vermont. Am 9. Dezember 2011 folgte ihr Weltcupdebüt in Copper Mountain, Colorado, wo sie mit Rang 19 auf Anhieb ihre ersten Weltcuppunkte gewinnen konnte.
Ihr erstes internationales Großereignis sollte sie im Januar 2012 bei den Olympischen Jugend-Winterspielen in Innsbruck bestreiten, wobei sie jedoch ihren Start zurückzog.
Zwei Jahre später gewann sie bei den Juniorenweltmeisterschaften in Chiesa in Valmalenco Bronze in der Halfpipe. 2015 nahm sie erstmals an einer Weltmeisterschaft teil. Bei den Wettkämpfen am Kreischberg belegte sie den 10. Platz in der Halfpipe.
In den darauffolgenden Jahren konnte sich Crane-Mauzy in der erweiterten Weltspitze etablieren, sowie einige Erfolge im Nor-Am Cup feiern, der große Durchbruch zur Weltspitze blieb ihr jedoch versagt.
Im April 2022 wurde bekannt, dass Crane-Mauzy in Zukunft für den vanuatuischen Skiverband starten werde. Der Verbandswechsel wurde im Mai 2023 gültig. Crane-Mauzy begründete diesen Schritt damit, dass sie Aufmerksamkeit auf das vom Klimawandel stark betroffene Land lenken wolle.
Ihren ersten Wettkampf für Vanuatu bestritt sie am 19. Dezember 2024 in Copper Mountain, wobei sie mit Platz 17 die ersten Weltcuppunkte für Vanuatu in einer Wintersportart gewinnen konnte.

## Privates
Crane-Mauzy engagiert sich als Klimaaktivistin sowie für Schädel-Hirn-Trauma-Patienten.

## Erfolge

### Weltmeisterschaften
- Kreischberg 2015: 10. Halfpipe
- Engadin 2025: 18. Halfpipe

### Weltcup
- 4 Platzierungen unter den besten 10

### Juniorenweltmeisterschaften
- Chiesa in Valmalenco 2013: 6. Halfpipe
- Chiesa in Valmalenco 2014: 3. Halfpipe

### Nor-Am Cup
- Saison 2014/15: 3. Halfpipe
- Saison 2015/16: 1. Halfpipe
- Saison 2016/17: 3. Halfpipe
- Saison 2018/19: 3. Halfpipe
- 8 Podestplätze, davon ein Sieg

| Datum            | Ort              | Land   | Disziplin |
| ---------------- | ---------------- | ------ | --------- |
| 26. Februar 2016 | Cypress Mountain | Kanada | Halfpipe  |

### Olympische Jugend-Winterspiele
- Innsbruck 2012: DNS Halfpipe